# Search Out Space
Search Out Space est le nom d'un épisode spécial du programme pour enfant Search Out Science mettant en scène les personnages de la série Doctor Who. Il fut diffusé sur la BBC le 21 novembre 1990.

## Accroche
Le Docteur est l'hôte d'une émission télévisée. Les concurrents sont : Ace, K-9 et Cédric de la planète Glurk. Ils doivent répondre aux diverses questions données au cours du jeu.

## Distribution
- Sylvester McCoy — Le Docteur
- Sophie Aldred — Ace
- Stephen Johnson — Cedric
- John Leeson — K-9

## Résumé
L'épisode commence avec le Docteur en tant que présentateur d'une émission nommée Ultimate challenge (« le challenge ultime ») et annonçant les trois candidats : Ace, Cédric l'être le plus intelligent de la planète Glurk, et K-9. 
À chaque question, Cédric Ace et K-9 émettent des hypothèses ou déduisent certaines réponses des leurs observations. Le Docteur pose ses questions en studio, tandis qu'Ace, Cédric et parfois K-9 répondent depuis différents lieux. Les questions du Docteur sont :
- Quelle est la forme de la Terre ?
- Qu'est ce qui fait le jour et de la nuit ?
- Pourquoi fait-il plus chaud l'été et plus froid l'hiver ?
- Pourquoi la lune change-t-elle de forme ?
- Comment savoir combien de jours dure un mois sur la Lune ?
- Qu'est ce qui est jaune ou rouge ou marron ou noir ou orange ou bleu ?

Au milieu de l'épisode, ils se posent tous des questions les uns les autres : Qui peut voir les étoiles en plein jour ? Quand peut-on voir le ciel avec un télescope ordinaire ? Combien y a-t-il d'étoiles ? Comment les compter ? Où se trouve K-9 ? etc. 
Les questions sont parfois entrecoupées de fausses publicités pour des voyages à travers le système solaire, pour des lessives pour astronautes, pour les kits de décors lunaires méga-cosmiques, pour les voyages dans l'espace et pour les vacances sur la planète Terre.
Enfin, la dernière question est de trouver « la clé de l'univers. » La question s'avère impossible car l'univers est trop grand. Le Docteur révèle alors qu'il s'agissait d'une crème glacée. 

### Continuité
- Cet épisode, par sa forme particulière est considéré comme « non-canonique. » Un roman dérivé de la série, First Frontier explique que les événements de cet épisode ainsi que ceux de Dimensions in Time sont un mauvais rêve du Docteur.
- On peut entendre le générique de Doctor Who juste après celui de Search Out Science.
- Cet épisode marque le retour de K-9 qui n'avait pas été vu depuis 1981 avec les épisodes Warriors' Gate et le pilote de la série dérivée K-9 and Company. On peut d'ailleurs entendre le générique de cette dernière émission à un moment où K-9 enquête pour savoir pourquoi les étoiles changent de couleurs.